# Menemerus soldanii
Menemerus soldanii är en spindelart som först beskrevs av Jean Victor Audouin 1826.  Menemerus soldanii ingår i släktet Menemerus och familjen hoppspindlar. Inga underarter finns listade i Catalogue of Life.